# Cryptopsy
Cryptopsy är ett death metal-band från Montréal i Québec, Kanada.

## Historik
Bandet bildades ur Necrosis 1992.
År 1997, efter att bandet hade släppt en demo och två fullängdsalbum, lämnade Lord Worm (riktiga namn: Dan Greening) dem för att lära vuxna engelska som andraspråk. Han hjälpte själv till att hitta en ersättare, och denne blev Mike DiSalvo. Han ersattes i sin tur av Martin Lacroix 2001. År 2003 kom Lord Worm tillbaka som sångare och textskrivare. Den 23 april 2007 meddelade bandet att Lord Worm blivit sparkad och att de sökte en ny sångare. Lord Worm själv sa dock att han lämnade bandet på grund av dålig hälsa.
Cryptopsy har släppt nio studioalbum. Det senaste, An Insatiable Violence, gavs ut i juni 2025.

## Bandmedlemmar

### Nuvarande medlemmar
- Flo Mounier – trummor, bakgrundssång (1992– )
- Christian Donaldson – gitarr (2005– )
- Matt McGachy – sång (2007– )
- Olivier Pinard – basgitarr (2011– )

### Tidigare medlemmar
- Dave Galea – leadgitarr (1992–1993)
- Kevin Weagle – basgitarr (1992–1994)
- Martin Fergusson – basgitarr (1994)
- Steve Thibault – rytmgitarr, bakgrundssång (1992–1995)
- Lord Worm – sång (1992–1997, 2003–2007)
- Jon Levasseur – leadgitarr (1993–2004, 2011–2012)
- Miguel Roy – rytmgitarr (1995–1998)
- Mike DiSalvo – sång (1997–2001)
- Éric Langlois – basgitarr (1995–2011)
- Alex Auburn – rytmgitarr, sång (1999–2009)
- Martin Lacroix – sång (2001–2003, död 2024)
- Daniel Mongrain – leadgitarr (2004–2005)
- Maggie Durand – keyboard (2007–2008)
- Youri Raymond – rytmgitarr, bakgrundssång (2009–2011, 2012–2013), basgitarr (2011)

## Diskografi

### Studioalbum
- Blasphemy Made Flesh (1994)
- None So Vile (1996)
- Whisper Supremacy (1998)
- And Then You'll Beg (2000)
- Once Was Not (2005)
- The Unspoken King (2008)
- Cryptopsy (2012)
- As Gomorrah Burns (2023)
- An Insatiable Violence (2025)

### EP
- The Book of Suffering – Tome I (2015)
- The Book of Suffering – Tome II (2018)

### Livealbum
- None So Live (2003)

### Demos
- Ungentle Exhumation (1993)

### Samlingsalbum
- The Best of Us Bleed (2012)